# Villar San Costanzo
Villar San Costanzo (Ël Vilar San Costans in piemontese, Lo Vilar San Coustans in occitano) è un comune italiano di 1 558 abitanti della provincia di Cuneo in Piemonte.
Diversi comuni in Piemonte riportano il toponimo "Villar", probabilmente di derivazione medievale, quando si parlava la lingua occitana.

## Storia

### Simboli
Lo stemma e il gonfalone sono stati concessi con regio decreto del 18 maggio 1942.
Nello stemma è rappresentata, su sfondo d'argento, l'abbazia di San Costanzo, di rosso, dietro ad un canneto, il tutto sulla campagna di verde.
Il gonfalone è un drappo di azzurro.

## Monumenti e luoghi d'interesse

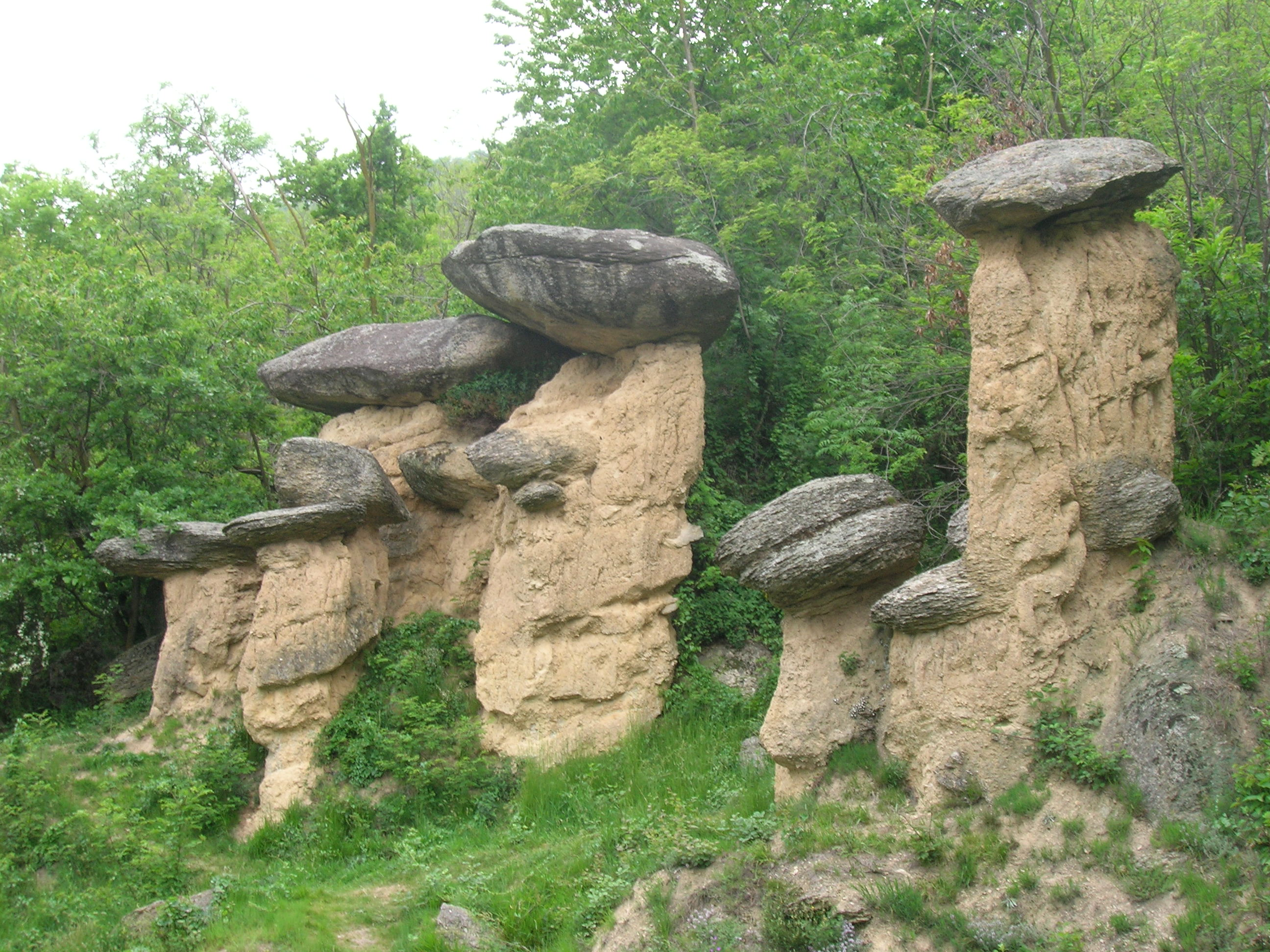
I ciciu del Villar, nella Riserva naturale speciale dei Ciciu del Villar

- Riserva naturale speciale dei Ciciu del Villar.
- Abbazia di San Costanzo (de Canneto), costruita nell'VIII secolo per volere del re longobardo Ariperto II dai monaci dell'abbazia di San Colombano di Bobbio (PC)[5], con la Chiesa parrocchiale di San Pietro in Vincoli, la cripta e la cappella di San Giorgio.
- Santuario di San Costanzo al Monte, capolavoro dell'arte romanico-gotica del XII secolo. La zona absidale di epoca romanica costituisce, unitamente al tiburio ottagonale, la parte artisticamente più rilevante di tutto il complesso. La proprietà del complesso monumentale è della provincia di Cuneo e della parrocchia di san Pietro in Vincoli di Villar San Costanzo: con una convenzione stipulata nel 2011, l'amministrazione provinciale ha affidato San Costanzo al Monte in custodia al comune di Villar San Costanzo. Dal 2012 al 2017 oltre 8 000 persone hanno visitato il santuario di san Costanzo al Monte, assistite dai volontari per l'arte.

## Società

### Evoluzione demografica
Abitanti censiti

### Etnie e minoranze straniere
Secondo i dati Istat al 31 dicembre 2017, i cittadini stranieri residenti a Villar San Costanzo sono 124, così suddivisi per nazionalità, elencando per le presenze più significative:
- Romania, 30

### Tradizioni e folclore

#### Leggende
- La leggenda narra la storia di san Costanzo, il patrono di Villar. Si dice che Costanzo, un soldato romano della legione tebea, insieme ai compagni Dalmazzo, Chiaffredo e Magno, sia stato martirizzato intorno al IV secolo d.C., diventando uno dei primi martiri evangelizzatori della dottrina cristiana nelle vallate cuneesi. Il suo martirio avvenne il 18 settembre fra il 303 e il 305 sulla collina sopra Villar, dove ora sorge il santuario di San Costanzo al Monte.

La leggenda collega i Ciciu alla storia del santo. Si racconta che mentre san Costanzo fuggiva nei boschi, inseguito dai soldati romani, arrivato alla Costa Pragamonti, si voltò verso di loro e urlò: «O empi incorreggibili, o tristi dal cuore di pietra! In nome del Dio vero vi maledico. Siate pietre anche voi!» Si narra che 100 di loro furono istantaneamente immobilizzati e trasformati in pietra.
Da quel giorno, nel bosco di Villar, sono presenti i Ciciu, visibili a tutti come ricordo di questa leggenda legata a San Costanzo.

## Amministrazione
Di seguito è presentata una tabella relativa alle amministrazioni che si sono succedute in questo comune.
| Periodo        | Periodo        | Primo cittadino    | Partito                         | Carica      | Note  |
| -------------- | -------------- | ------------------ | ------------------------------- | ----------- | ----- |
| 28 giugno 1985 | 24 maggio 1990 | Giovanni Biglione  | Democrazia Cristiana            | Sindaco     | [ 9 ] |
| 24 maggio 1990 | 24 aprile 1995 | Giovanni Biglione  | Democrazia Cristiana            | Sindaco     | [ 9 ] |
| 24 aprile 1995 | 14 giugno 1999 | Giovanni Biglione  | -                               | Sindaco     | [ 9 ] |
| 14 giugno 1999 | 10 maggio 2004 | Giovanni Biglione  | -                               | Sindaco     | [ 9 ] |
| 13 maggio 2004 | 14 giugno 2004 | Francesco D'Angelo |                                 | Comm. pref. | [ 9 ] |
| 14 giugno 2004 | 8 giugno 2009  | Bruno Margaria     | lista civica                    | Sindaco     | [ 9 ] |
| 8 giugno 2009  | 26 maggio 2014 | Gianfranco Ellena  | lista civica                    | Sindaco     | [ 9 ] |
| 26 maggio 2014 | 27 maggio 2019 | Gianfranco Ellena  | lista civica Insieme per Villar | Sindaco     | [ 9 ] |
| 27 maggio 2019 | in carica      | Gianfranco Ellena  | lista civica Insieme per Villar | Sindaco     | [ 9 ] |

### Gemellaggi
- Rosières

### Altre informazioni amministrative
Il comune faceva parte della comunità montana Valli Grana e Maira.